# Porcellio strinatii
Porcellio strinatii är en kräftdjursart som beskrevs av Albert Vandel1960. Porcellio strinatii ingår i släktet Porcellio och familjen Porcellionidae. Inga underarter finns listade i Catalogue of Life.